# Анастасия Костова
Анастасия Костова е българска народна певица, изпълнителка на народни песни от добруджанската фолклорна област.

## Биография
Родена е през 1935 година в Румъния. През 1940 година семейството ѝ се преселва в село Безмер.
От 1959 година Анастасия Костова е солист на Ансамбъла за народни песни на Българското национално радио. За израстването ѝ в певческата кариера помагат контактите с Иван Кавалджиев и Йовчо Караиванов. Костова работи съвместно с певици като Мита Стойчева, Гюрга Пинджурова и Радка Кушлева. Самостоятелно и с хора „Мистерията на българските гласове“ пее в най-големите концертни зали на Европа, Азия и Америка. Известно време работи и с хор „Ангелите“.
Репертоарът на Анастасия Костова се състои от над 250 народни песни. Сред най-известните са „Елин, пелин“, „Тръгнала е Рада“, „Наклала е Ненка седянка“, „Руска си вода налива“, „Гълъби гукат над село“, „Еничари ходят, мамо“ (в акомпанимент на кларнетиста Иво Папазов – Ибряма) и „Заплакала е гората“. Костова записва стотици оригинални добруджански песни за Златния фонд на БНР, снима много филми в Българската национална телевизия. Издава два самостоятелни диска с песни от Добруджа: „Шепот и вик български“ и „Добруджанско злато“. С нейното изпълнение на песента „Години, години“ е открит концерта в Хирошима в памет на жертвите от атомната бомба (1999).
Умира на 27 септември 2010 година в София.